# Auer Dult

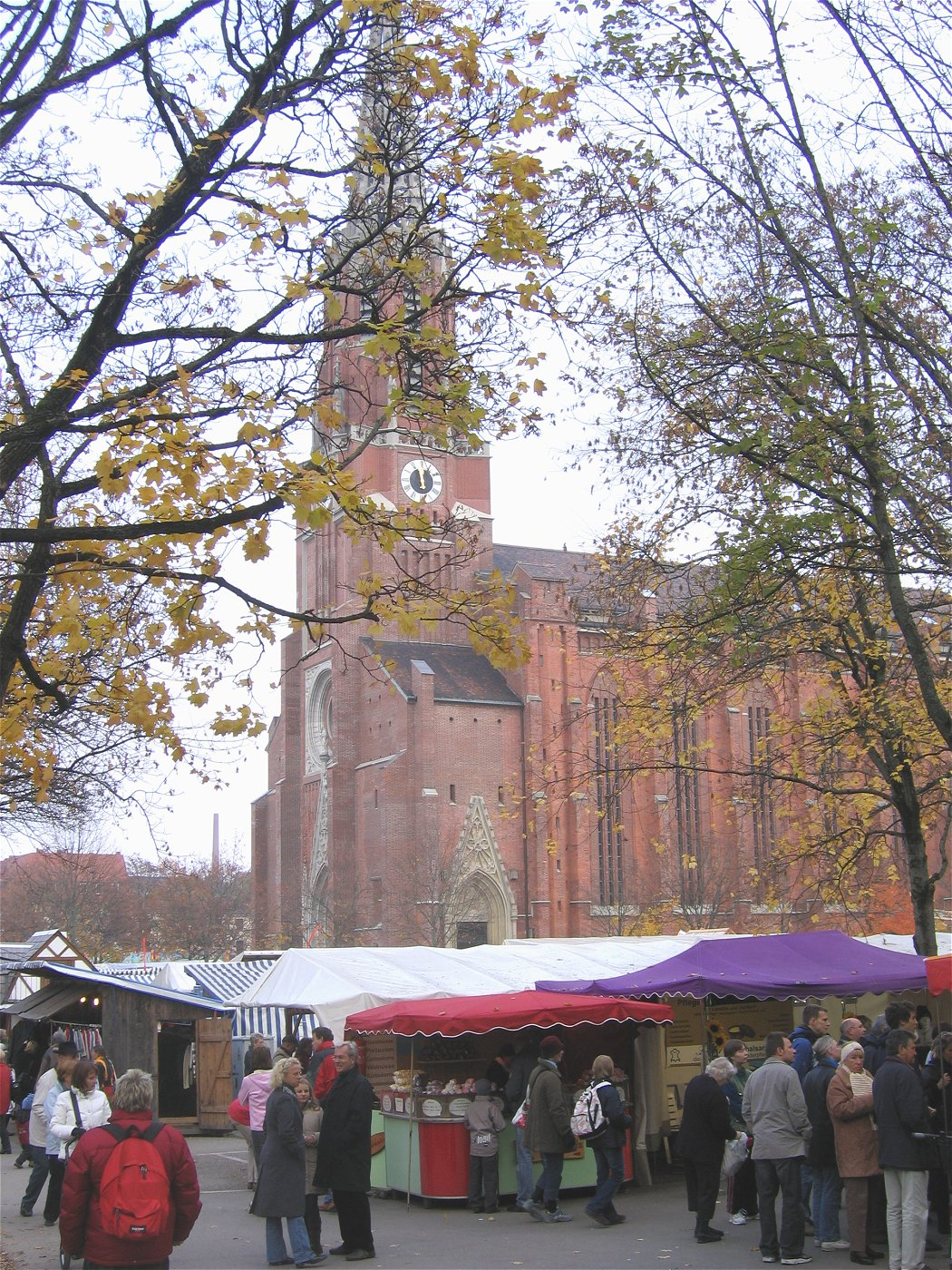
Auer Dult mit Mariahilf-Kirche, Kirchweih (2007)

Die Auer Dult ist eine traditionelle Dult in München. Sie findet dreimal jährlich auf dem Mariahilfplatz im östlich/rechts der Isar gelegenem Stadtviertel Au statt und dauert neun Tage. Die erste Dult des Jahres, die sogenannte Maidult, beginnt am Samstag vor dem 1. Mai. Die Jakobidult beginnt am Samstag nach Jakobi (25. Juli), und die Kirchweihdult beginnt am Samstag vor dem Kirchweihfest der Kirche Maria Hilf in der Au (dritter Sonntag im Oktober).
Jährlich besuchen etwa 300.000 Personen die Auer Dult.

## Geschichte
Die Jakobidult wurde erstmals im Jahr 1310 am Anger, dem heutigen Sankt-Jakobs-Platz veranstaltet. Von 1791 an fand sie in der Kaufinger- und Neuhauser Straße statt. Im Jahr 1796 verlieh Kurfürst Karl Theodor dem Münchner Vorort Au östlich der Isar das Recht, zweimal jährlich eine Dult abzuhalten. Aus dieser Zeit stammt der Name Auer Dult. Seit 1905 findet die Dult mit Ausnahme der Kriegs- und Nachkriegsjahre 1943–1946 dreimal im Jahr statt und dauert jeweils neun Tage, von Samstag bis zum Sonntag der Folgewoche. Aufgrund der COVID-19-Pandemie wurden 2020 zum ersten Mal seit 1946 die Mai- und Jakobidult abgesagt.

## Markt

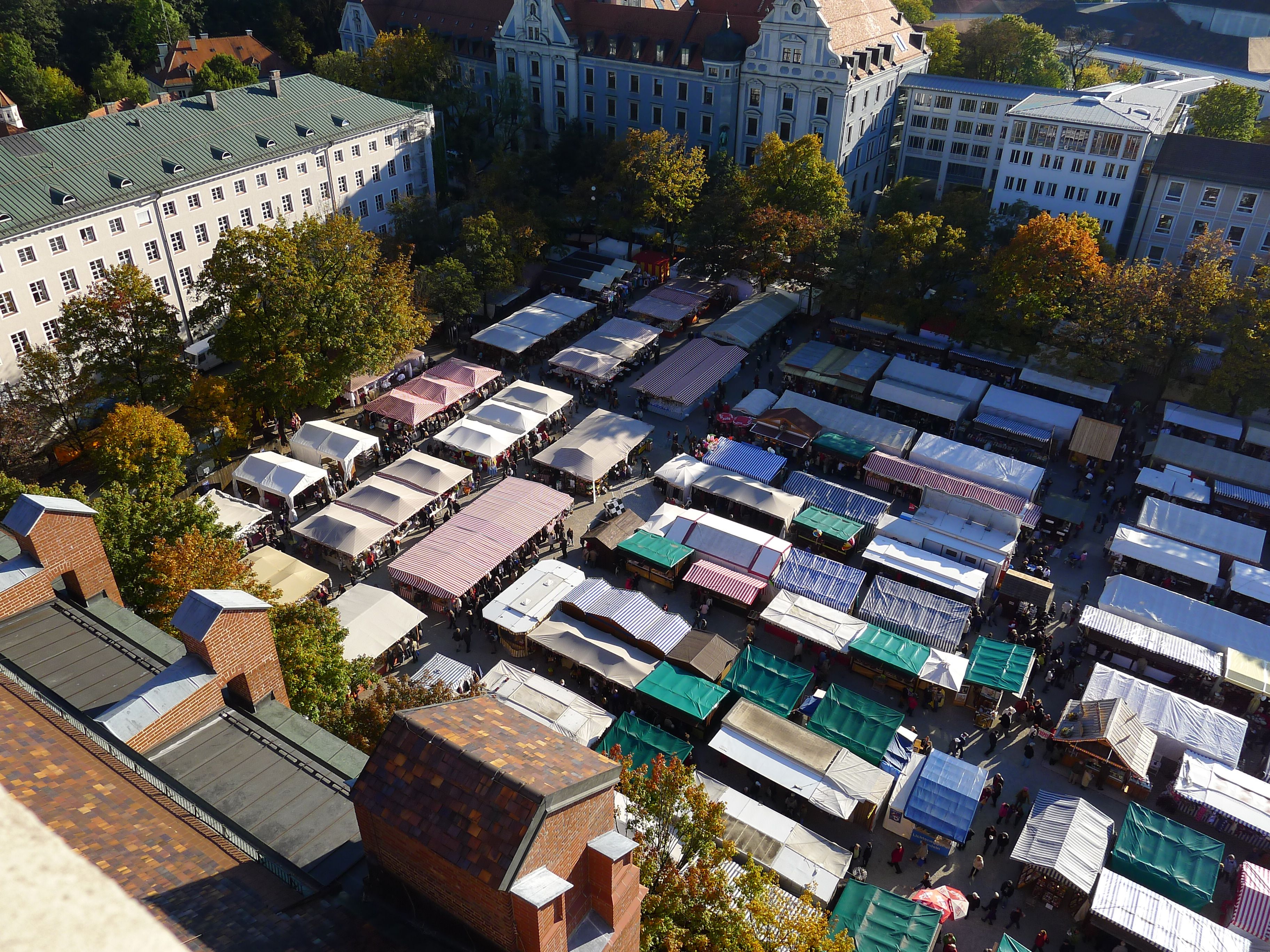
Blick vom Turm der Mariahilfkirche auf den Geschirrmarkt (Blickrichtung Süden)…

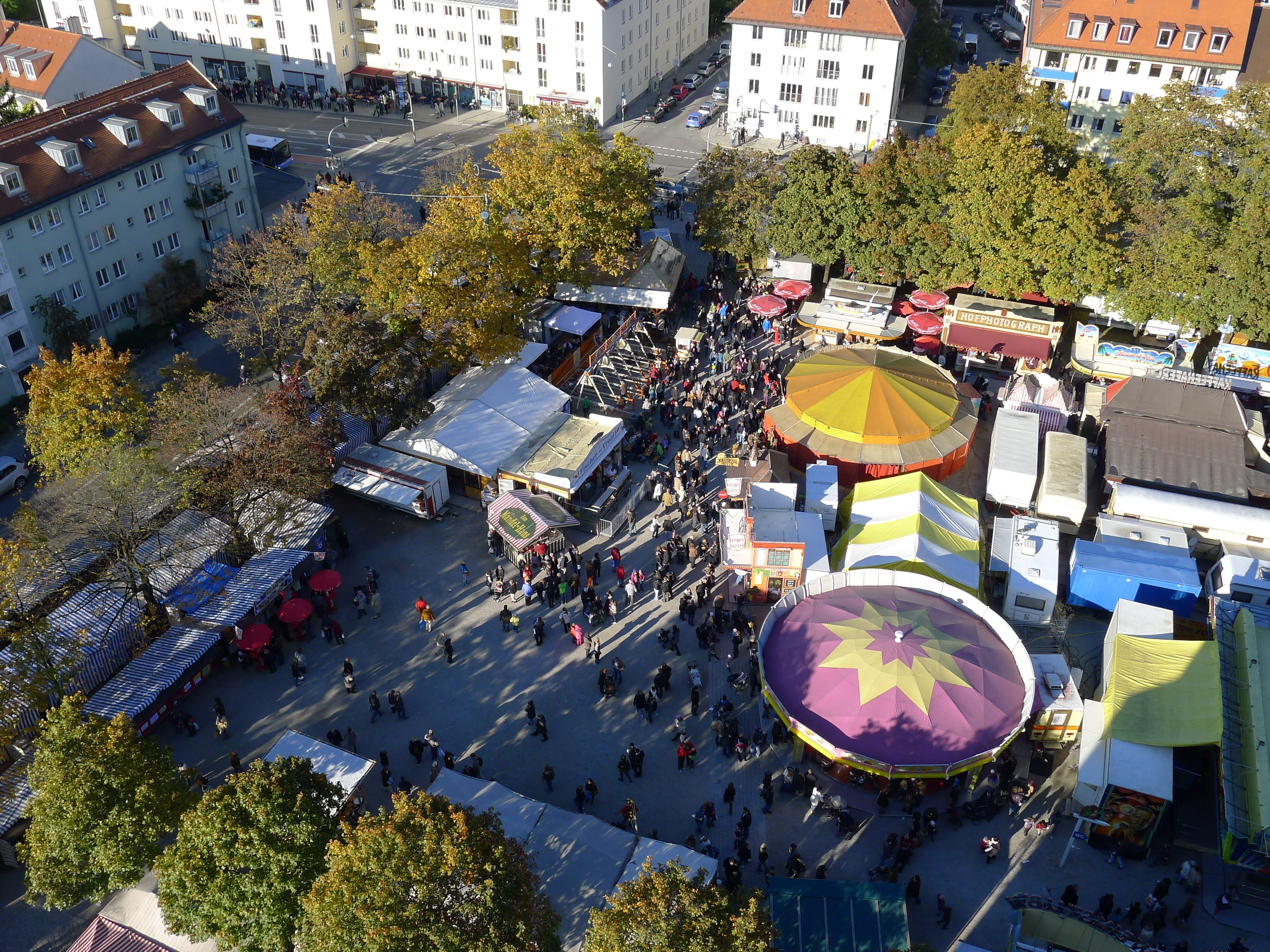
…und auf das Volksfest (Blickrichtung Norden)

Auf dem Kunst- und Antiquitätenmarkt sind Aussteller aus München und Umgebung zu finden. Sie bieten antiquarische Bücher und Gebrauchsgegenstände an. Dieser Marktbereich wurde von Fred Rauch in seinem Lied Auer Dult (Das Münchner Jahr) besungen.
Die Auer Dult gilt als der größte Geschirrmarkt Europas. An zahlreichen Standln (Verkaufsständen) werden Porzellan und Keramikwaren angeboten. Daneben findet man weiteres Haushaltszubehör, Naturheilmittel und Kleidung.

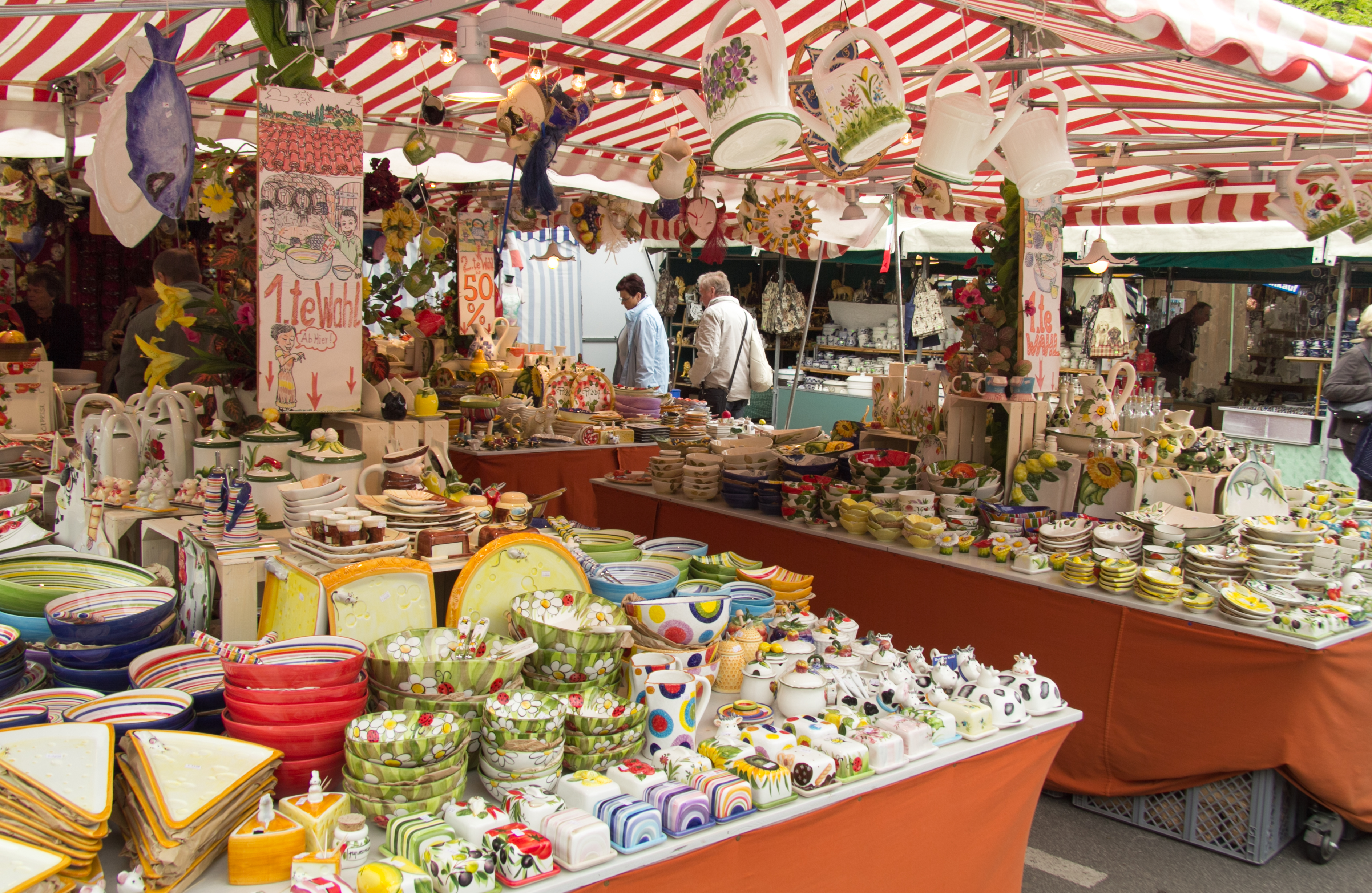
Blick auf einen der Stände des Geschirrmarktes
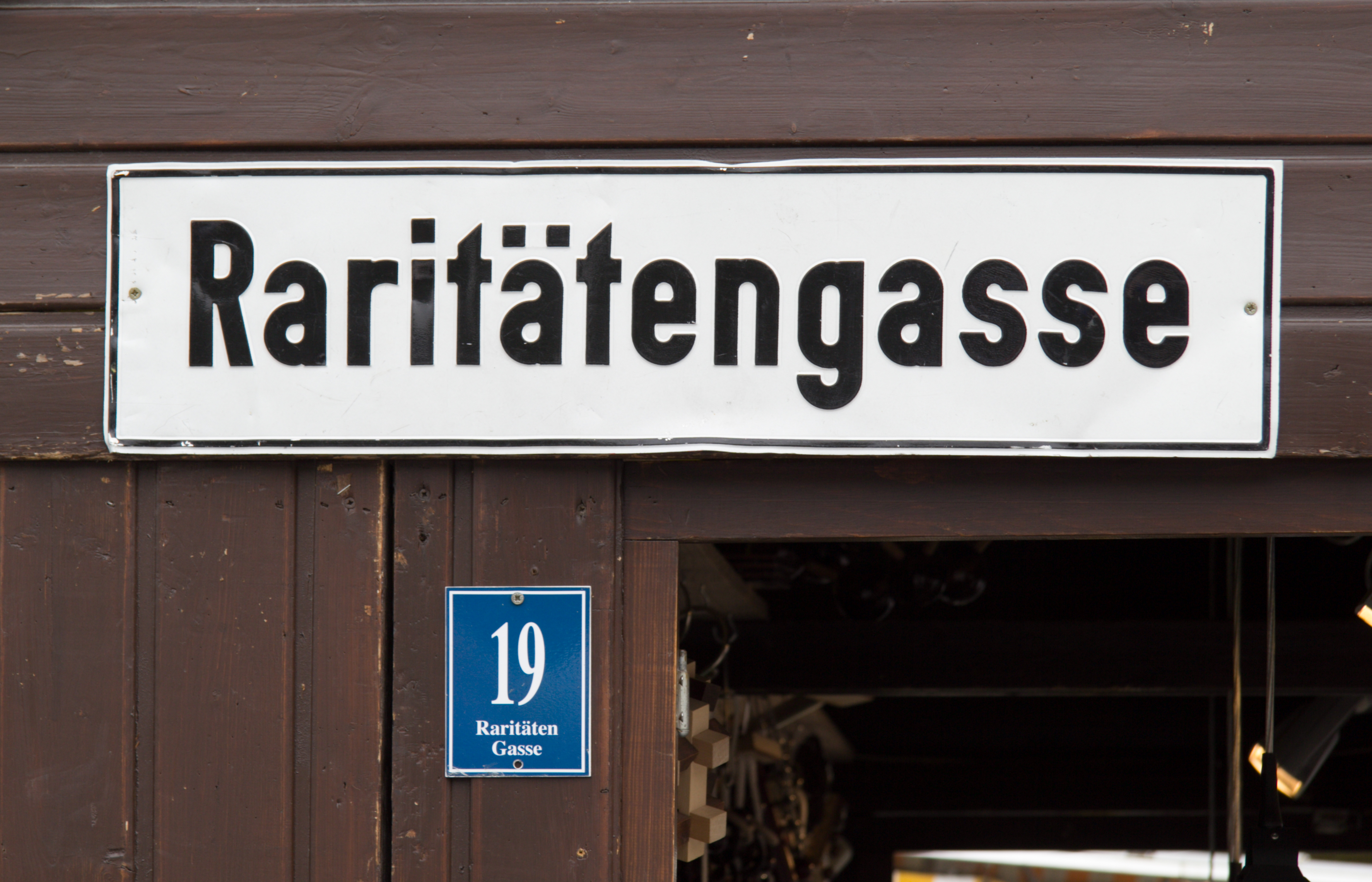
In der Raritätengasse sind viele Stände des Antiquitätenmarktes zu finden

## Volksfest

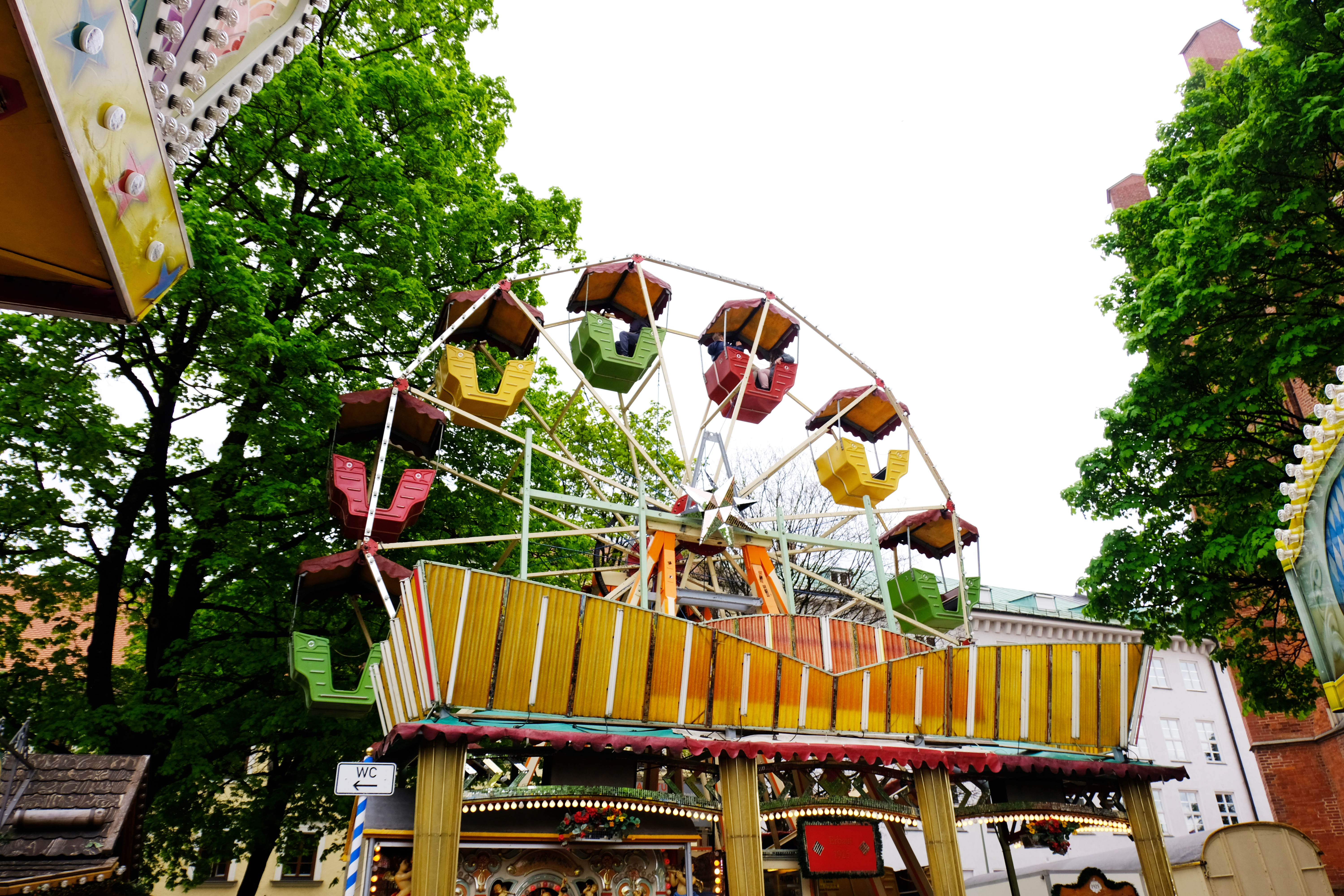
Das Russenrad (2019)

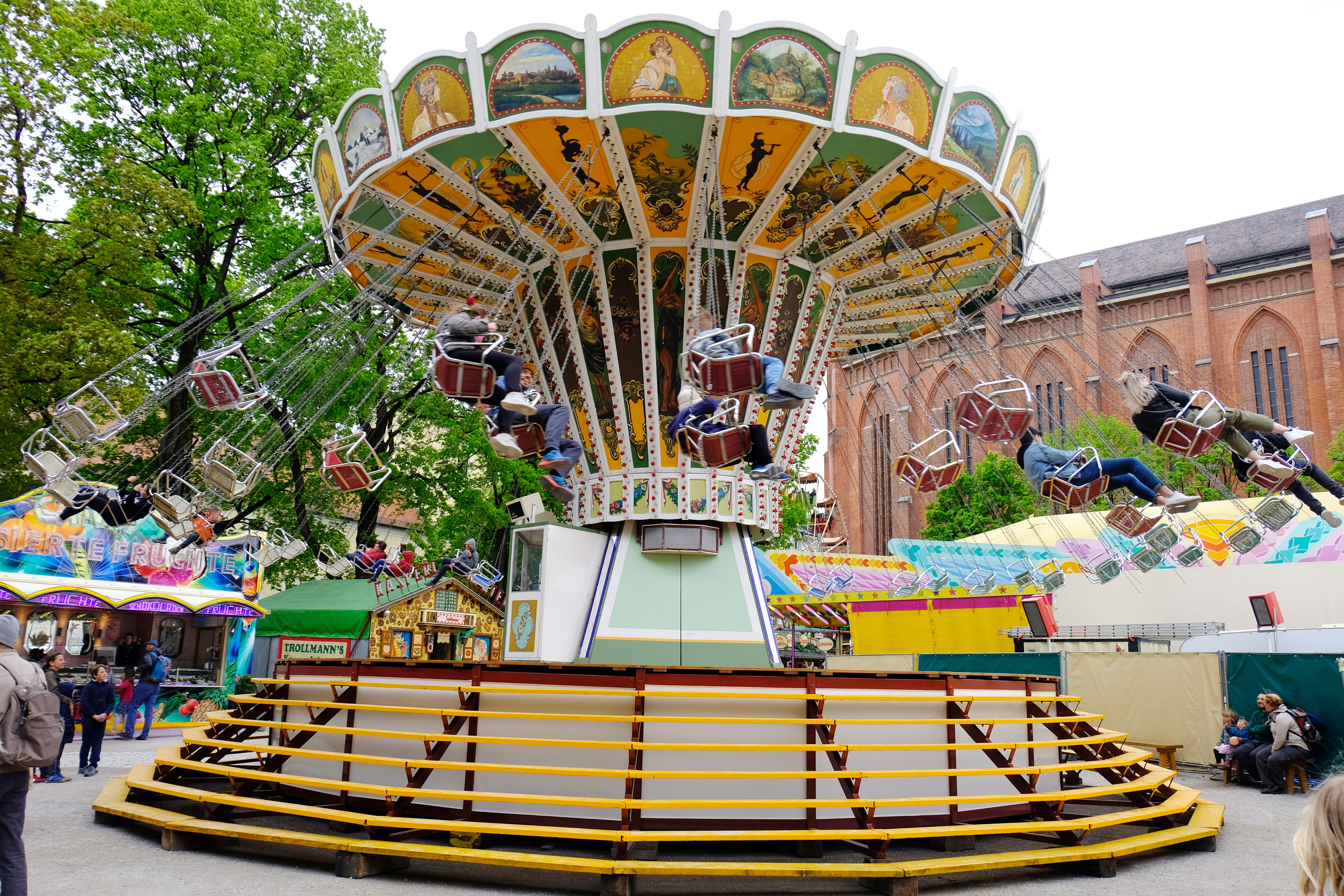
Das Kettenkarussell (2019)

Etwa dreihundert Händler und Schausteller beteiligen sich an der Auer Dult, die inzwischen nicht nur Markt, sondern auch Volksfest ist. Neben dem Bereich der Standln befinden sich nostalgische Fahrgeschäfte. Dazu zählen ein Kettenkarussell, Kinderkarussells, eine Schiffschaukel, ein Autoscooter und Schießbuden.
Von 1925 bis Ende 2019 betrieb die Familie Koppenhöfer auf der Dult das Russenrad, ein kleines Riesenrad. Bei diesem Fahrgeschäft handelt es sich um eine von der Karussellfabrik Gundelwein im thüringischen Wutha hergestellte Russische Schaukel, die durch einen Salzwasser-Anlasser in Gang gesetzt wird. Auf der Maidult 2023 stand ein größeres Riesenrad mit 16 Gondeln. Auf der Jakobidult 2023 steht wieder das alte Russenrad, allerdings jetzt mit weißen Gondeln.
Imbissbuden und drei Bierzelte mit ihren Biergärten bieten bayerische Spezialitäten an.